# Melvins
Melvins — американський рок-гурт, один із засновників жанрів грандж и сладж-металу. Гітарист Базз Озборн (також знаний як «King Buzzo») і барабанщик Дейл Кровер є постійними членами гурту, в той час, як бас-гітаристи постійно змінювались. Гурт названий на честь супервайзера Мелвіна із фірми, де Озборн працював клерком. Мелвіна зневажали колеги по роботі, тому музиканти гурту вирішили, що така назва буде дотепною (на американському сленгу слово «melvin» означає зануду, невдаху, неприємну людину).
Гурт починав у стилі хардкор-панк. Учасники знаходились під впливом музики таких гуртів, як Black Flag, Swans і Flipper. Але їхній неповторний стиль, цікаве почуття гумору і музичні експерименти Melvins швидко відділили гурт від цього напрямку. Їх повільний і важкий сладжевий звук сильно вплинув на жанр грандж, зокрема, на такі гурти, як Nirvana і Soundgarden (хоча вони грали простішу і мейнстрімну музику). Вплив Melvins також визнають гурти Tool, Crowbar, Mastodon, Eyehategod і Boris, які назвали свій гурт в честь однойменної пісні The Melvins з альбому «Bullhead» (1991).

## Історія[1]

### 1980-ті
У 1983 році, в Монтесано, гітарист Базз Озборн, бас-гітарист Метт Лукін і барабанщик Майк Діллард, які вчились в одній школі, заснували свій гурт. На початку вони грали кавер-версії хітів The Who і Джимі Гендрікса, а також пробували себе в хардкор-панку. Згодом Діллард покинув гурт, а на його місце прийшов Дейл Кровер, в дім батьків якого, в Абердині, і переїхали Melvins. В цей час звучання гурту стає все важчим і повільним, набуваючи ознаки того, що згодом назвуть гранджем. Саме тоді великим фанатом гурту стає Курт Кобейн — близький друг Кровера. Він тягав для гурту обладнання, відвідував всі їхні концерти, і навіть проходив прослуховування на місце бас-гітариста (проте, невдало — він настільки перехвилювався, що забув усі їхні пісні). Протягом довгих років Курт не втрачав зв'язок із гуртом і в 1993 році, бувши вже рок-зіркою, взяв участь у записі декількох пісень (гітара на «Sky Pup» й перкусія на «Spread Eagle Beagle») з альбому «Houdini».
В 1985 році лейбл C/Z Records випустив альбом «Deep Six», особливий тим, що це була напевно перша в історії музики компіляція гранджевих гуртів. В альбомі були представлені чотири пісні Melvins. Також у записі альбому брали участь Soundgarden, Green River, Malfunkshun, Skin Yard і The U-Men. 1986 року гурт випустив свій дебютний EP «Six Songs», згодом неоднократно розширений і перевиданий як «8 Songs», «10 Songs» і нарешті «26 Songs».
В грудні 1986 року гурт записав свій перший повноцінний студійний альбом «Gluey Porch Treatments». Альбом вийшов у 1987 році на лейблі Alchemy Records, а також двічі перевиданий лейблом Boner Records (спільно із другим альбомом «Ozma») і в 1999 році Ipecac Recordings.
23 січня 1988 року Дейл Кровер взяв участь в записі десяти демо-пісень гурту Nirvana, які згодом ввійшли в їхній перший дебютний альбом «Bleach». На наступний день він грав на їхньому концерті в Такомі, Вашингтон. У 1989 році Озборн і Кровер переїжджають в Сан-Франциско, а Метт Лукін залишається, щоб згодом заснувати гурт Mudhoney. Новим басистом Melvins стає Лорі «Lorax» Блек. У травні гурт записує свій другий альбом «Ozma», вийшов на рік пізніше. Альбом був спродюсований Марком Дьютромом, який стане черговим басистом гурту в 1993 році.

### Ранні 1990-ті
B середини 1991 рокубув записаний «Bullhead», в якому відмітився ще важчий звук гурту. Melvins вирушили в тур по Європі, і 23 січня 1991 року під час концерту в Альцаї, Німеччина, записали свій перший концертний альбом «Your Choice Live Series Vol.12». Після повернення в США, вони записали міні-альбом «Eggnog», вийшов в тому ж році на Boner Records.
Лорі Блек покинула гурт, а її місце зайняв Джо Престон (экс-Earth), який взяв участь у записі концертного відео «Salad of a Thousand Delights» (1992). Водночас кожен з учасників записує сольний міні-альбом — «King Buzzo», «Dale Crover» та «Joe Preston», тим самим імітуючи гурт Kiss 1978 року. В кінці року був записаний черговий студійний альбом «Lysol», що складається з одного безіменного треку тривалістю 31 хвилина (в CD-версії він розділений на шість пісень). Альбом прийшлося перейменувати в «Melvins», оскільки слово «Lysol» було зареєстровано торговою маркою. Престон пішов із гурту, а на його місце на короткий термін повернулась Лорі Блек.

### Atlantic Records
Після того, як «Nevermind» гурту Nirvana отримав несподіваний успіх, Melvins, як і багато інших гуртів, отримали із цього користь. Вони підписали контракт з великим лейблом Atlantic Records і у 1993 році випустили свій комерційно найуспішніший альбом «Houdini», що зайняв 29-ту позицію у чарті Billboard Heatseekers. Після запису альбому Лорі Блек знову покинула гурт, а на вільне місце бас-гітариста повернувся Марк Дьютром.
У 1993 і 1994 роках на фестивалі «Lollapalooza» у складі гурту виступав Джин Сіммонс з легендарного гурту Kiss. Він також виступав з ними на спільному концерті з Primus на пісні «Going Blind» — кавер-версії хіта Kiss з альбому «Hotter Than Hell». 1994 року гурт випускає «Stoner Witch», а наступний експериментальний альбом «Prick» Atlantic Records відмовився випускати через його очевидну майбутню комерційну неуспішність. Альбом вийшов на лейблі Amphetamine Reptile Records, при чому назва гурту була написана в дзеркальному відображенні. На Atlantic Records вийшов ще один альбом «Stag» (1996), який зайняв в Billboard Heatseekers 33 місце. В наступному році лейбл розірвав контракт із гуртом.

### Кінець 1990-х— середина 2000-х

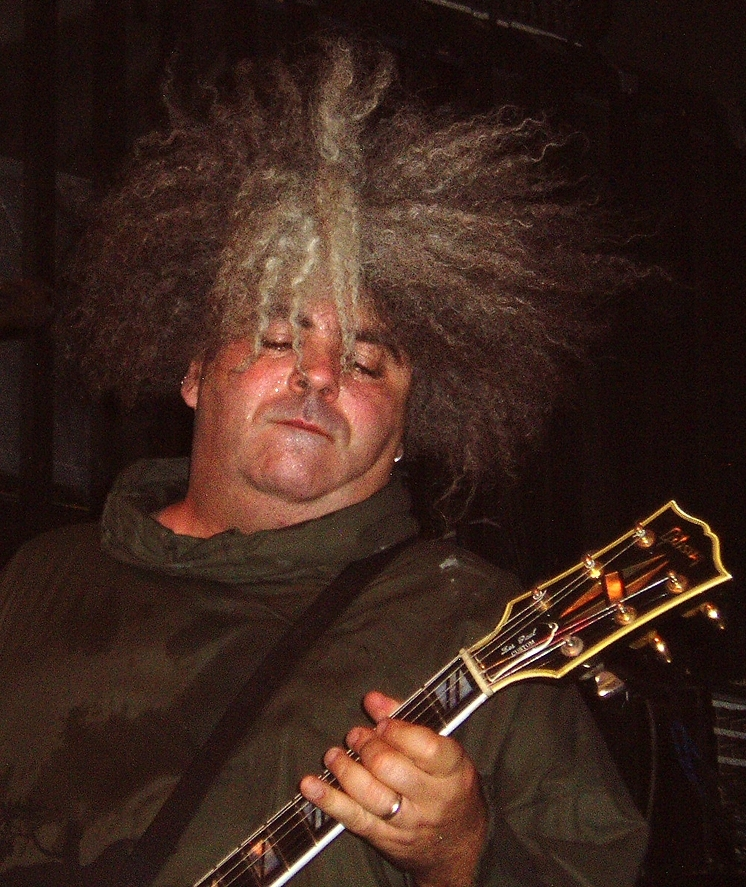
Базз Озборн під час концерту.

У 1997 році був підписаний контракт із Amphetamine Reptile Records і вже в травні вийшов новий альбом «Honky». 1998 року вийшов концертний альбом «Alive at the F*cker Club», записаний в Мельбурні, Австралія. У тому ж році гурт виступав на відкриттях шоу для Tool, а також брав участь у фестивалі «Ozzfest», разом із такими гуртами, як System Of A Down, Incubus та інші.
У 1999 році почалось співробітництво гурту із лейблом Ipecac Recordings, засновником якого є Майк Паттон. Перевидалися майже всі альбоми Melvins, а потім, разом із новим басистом Кевіном Рутманісом, були записані ще три студійних альбоми, об'єднаних в «Трилогію»: «The Maggot», «The Bootlicker» і «The Crybaby».
У 2001 році гурт повернувся до шумових експериментів в альбомі «Colossus of Destiny», який складався з двох треків тривалістю 59 хвилин 23 секунди і 5 секунд відповідно. В рецензії на Allmusic альбом був названий «найбільш авангардною електро-акустикою, аніж що-небудь».
У 2003 році Atlantic Records несанкціоновано випустив «Melvinmania: The Best of the Atlantic Years 1993—1996» — компіляцію із альбомів Melvins, що вийшли на цьому лейблом. Гурт не визнав альбом офіційним.
У 2004 році Озборн і Кровер організували тур на честь 20-ліття гурту і випустили книгу «Neither Here Nor There». Книга є ретроспективою історії гурту і містить малюнки творців обкладинок альбомів Melvins, а також друзів гурту. До книжки додається альбом-компіляція з обраними піснями.

### Середина 2000-х— наші дні
У серпні 2004 року Melvins випускають спільний із Lustmord альбом «Pigs of the Roman Empire», а потім два спільних альбоми з Джелло Біафра (прихильники гурту називають цей союз «Jelvins») — «Never Breathe What You Can't See» (2004) і «Sieg Howdy!» (2005). В підтримку першого був організований міні-тур, в якому взяли участь Melvins, Біафра і гітарист Tool Адам Джонс. Запланований європейський тур був скасований в жовтні 2004, через відсутність Рутманіса, про якого Озборн і Кровер заявили, що він «зник». На початку 2005 року Рутманіс повернувся, а вже в червні назавжди покинув гурт (як кажуть плітки — через проблеми з наркотиками). Тимчасово його підмінив Девід Скотт Стоун, який вже мав досвід з гуртом як сесійний музикант.
На початку 2006 року Кровер підтвердив плітки про приєднання до Melvins двох учасників сладж-гурту Big Business — бас-гітариста Джареда Воррена і барабанщика Коді Вілліса. З приводу останнього Кровер сказав: «Він шульга, таким чином ми хочемо зіграти деякі речі в „дзеркальному відображенні“. Ми з'єднали наші ударні установки і хочемо спробувати деякі божевільні речі. Ми ділимо великі томи між собою». Об'єднані гурти організували спільний тур в підтримку нового альбому «(A) Senile Animal» (2006).
У червні 2008 гурт взяв участь в концерті, присвяченому 50-літтю ювілею Біафри, а в липні вийшов студійний альбом «Nude With Boots».
У липні 2010 року вийшов останній на сьогодні альбом «The Bride Screamed Murder».

## Склад

### Поточний склад
- Базз Озборн — гітара, вокал
- Дейл Кровер — барабани, вокал
- Джаред Воррен — бас-гітара, вокал
- Коді Віллис — барабани

### Минулі учасники
- Майк Діллард — барабани (1983—1984, 2008 на «Mangled Demos from 1983»)
- Метт Лукін — бас-гітара (1982—1987)
- Лорі Блек — бас-гітара (1987—1991, 1992—1993)
- Джо Престон — бас-гітара (1991—1992)
- Марк Дьютром — (1993—1998)
- Кевін Рутманіс — (1998—2005)

### Сесійні музиканти
- Дэвид Скотт Стоун — гитара, бас-гитара
- Адам Джонс — гитара
- Тревор Данн — бас-гитара

## Дискографія
| Рік  | Назва                                              | Лейбл                       |
| ---- | -------------------------------------------------- | --------------------------- |
| 1987 | Gluey Porch Treatments                             | Alchemy Records             |
| 1989 | Ozma                                               | Boner Records               |
| 1991 | Bullhead                                           | Boner Records               |
| 1992 | Lysol                                              | Boner Records               |
| 1993 | Houdini                                            | Atlantic Records            |
| 1994 | Prick                                              | Amphetamine Reptile Records |
| 1994 | Stoner Witch                                       | Atlantic Records            |
| 1996 | Stag                                               | Atlantic Records            |
| 1997 | Honky                                              | Amphetamine Reptile Records |
| 1999 | The Maggot                                         | Ipecac Recordings           |
| 1999 | The Bootlicker                                     | Ipecac Recordings           |
| 2000 | The Crybaby                                        | Ipecac Recordings           |
| 2002 | Hostile Ambient Takeover                           | Ipecac Recordings           |
| 2004 | Pigs of the Roman Empire (w/ Lustmord)             | Ipecac Recordings           |
| 2004 | Never Breathe What You Can't See (w/ Jello Biafra) | Alternative Tentacles       |
| 2006 | (A) Senile Animal                                  | Ipecac Recordings           |
| 2008 | Nude with Boots                                    | Ipecac Recordings           |
| 2010 | The Bride Screamed Murder                          | Ipecac Recordings           |
| 2012 | Freak Puke (Melvins Lite)                          | Ipecac Recordings           |
| 2013 | Everybody Loves Sausages                           | Ipecac Recordings           |
| 2013 | Tres Cabrones (Melvins 1983)                       | Ipecac Recordings           |
| 2014 | Hold It In                                         | Ipecac Recordings           |
| 2021 | Working With God                                   | Ipecac Recordings           |